# Causativo
Il causativo è un caso avverbiale presente nel finnico. Usato per conferire valore causale, si ottiene posponendo la particella -ten a un numero limitato di pronomi, aggettivi e alle loro forme superlative. La forma plurale è identica alla singolare.
Esempi:
- kuten = così come
- vanhemmiten = più tardi nel corso della vita